# Lundy-Pony
Das Lundy-Pony (auch Lundy-Island-Pony) ist eine Ponyrasse von der gleichnamigen englischen Insel.

Hintergrundinformationen zur Pferdebewertung und -zucht finden sich unter: Exterieur, Interieur und Pferdezucht.

## Exterieur
Bezogen auf die Größe und das Exterieur erinnern die Lundy-Ponys an kleine Connemara-Ponys. Typmäßig stehen sie zudem dem New-Forst-Pony nahe.
Im Allgemeinen sind Lundy-Ponys gut proportioniert. An den edlen Kopf schließt sich ein gut angesetzter und wohlbemuskelter Hals, welcher einer schräg gelagerten Schulter entspringt, an. Die Brust weist eine hohe Tiefe und Breite auf. Der Rücken ist kräftig, dabei kompakt und mit einer guten Hinterhand versehen. Die Gliedmaßen sind hart und gesund. Die gut geformten Hufe sind ausgesprochen hart.
Die Herden auf Lundy sind einheitlich falbfarben oder torfbraun, wobei die erstgenannte Farbe überwiegt. Großflächige weiße Abzeichen treten nur selten auf.

Die Widerristhöhe liegt nur selten über 135 cm.

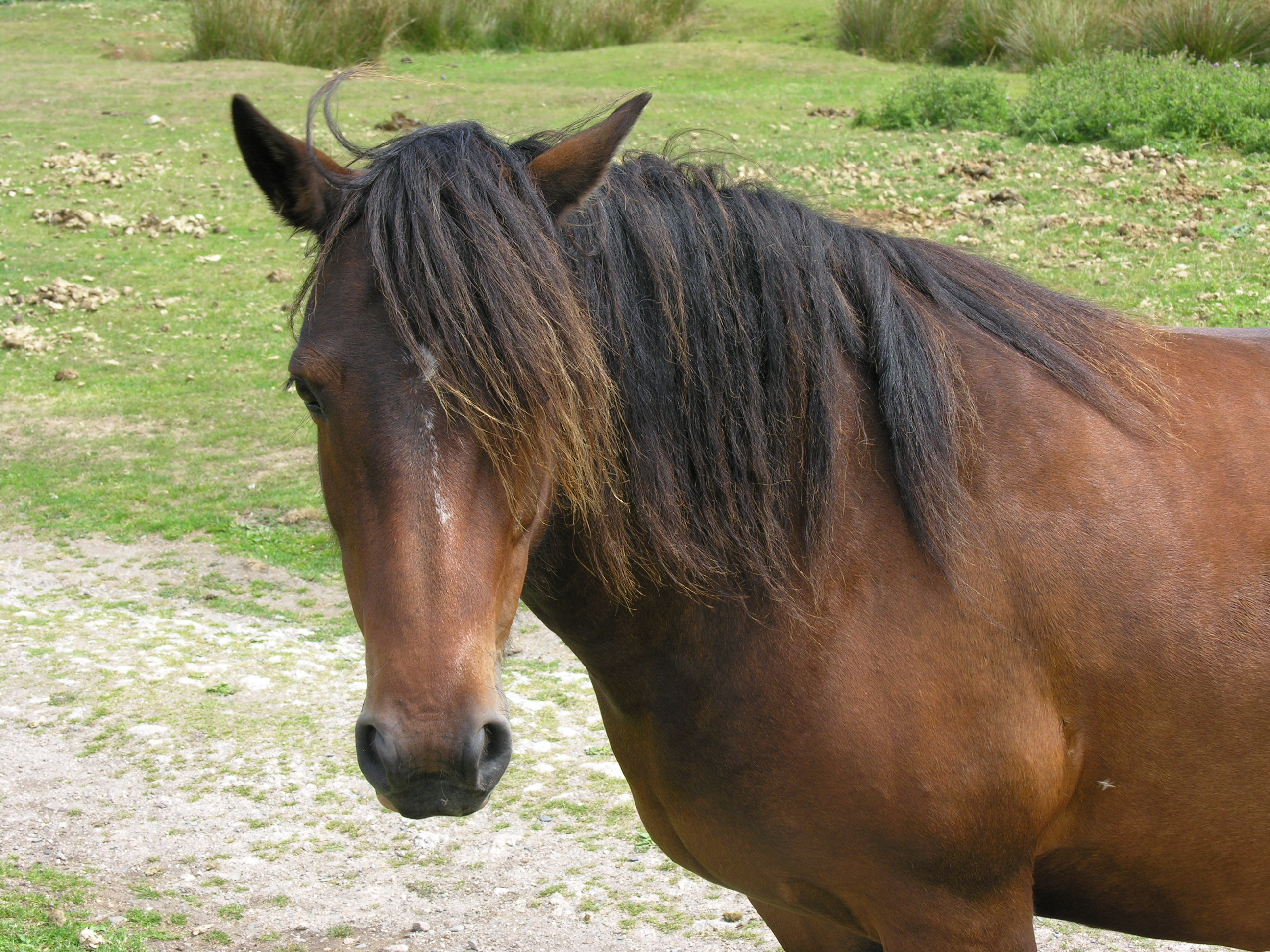
Kopfstudie

## Interieur
An die lokalen Gegebenheiten angepasst, ist das Lundy-Island-Pony sehr genügsam, robust und hart. Des Weiteren fördert der felsige Untergrund auf der Insel die Trittsicherheit.
Lundy-Ponys geben harte, verlässliche Reitponys für Kinder ab. Sie zeichnen sich durch gute Grundgangarten und überdurchschnittliche Springanlagen aus.

## Geschichte

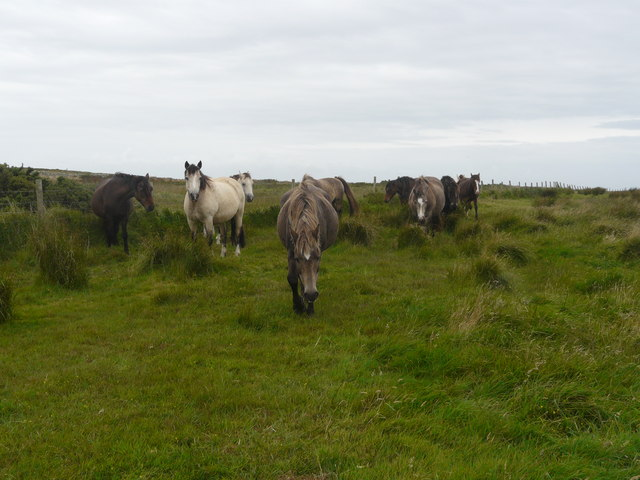
Lundy-Ponys

Die Lundy-Island-Ponys stammen von der gleichnamigen Insel Lundy, welche sich geografisch am südlichen Rand des Bristolkanals befindet. Sie ist rund 3,7 Quadratkilometer groß und besteht aus Granitfelsen. Die klimatischen Bedingungen sind rau, gleichzeitig ist wenig Gras vorhanden.
Man geht davon aus, dass auf Lundy bereits seit Jahrhunderten Pferdezucht betrieben wurde, ohne dass dies besondere Resonanz hervorruf. Um 1900 schien die Zucht bereits ziemlich heruntergekommen zu sein, was sich in den folgenden Jahrzehnten weiter fortsetzte. Aus diesem Grund – andere Quellen besagen wiederum, zwecks Schaffund einer neuen Ponyrasse – wurden 1929 durch den damaligen Eigentümer Lundys, Martin Coles Hardman, bei einer privaten Auktion 34 hochklassige New-Forest-Pony-Stuten und 8 Stutfohlen dieser Rasse erworben, und zudem ein Englischer-Vollblut-Hengst und ein Hengst gemischter Abstammung als Beschäler aufgestellt. Die Nachkommen des vollblütigen Deckhengst zeigten sich jedoch auf der Insel als nicht überlebensfähig. In den Folgejahren experimentierte man mit Ponyhengsten verschiedenster Rassezugehörigkeiten, darunter Connemara-, Exmoor- und zwei Welsh-Ponys (letztere für mehr Adel und ein höheres Stockmaß, die beiden Hengste wurden bis 1939 respektive 1951 züchterisch eingesetzt), mit teils nur begrenzt zufriedenstellendem Erfolg.
Während des Zweiten Weltkriegs konnten keine Ponys aufs britische Festland überbracht werden, was zu einem starken Anstieg der Pferdepopulation auf der Insel führte, der wiederum in einem Anstieg der Kämpfe zwischen den Hengstfohlen resultierte. Nach Beendigung des Krieges wurde die Herde deutlich verkleinert, so wurden mehr als 40 Tiere an Käufer außerhalb der Insel veräußert. 1955 waren noch circa 20 Tiere verblieben, sodass man sich schließlich zur Aufnahme neuer Hengste in die Herde zur Vermeidung von Inzucht genötigt sah.
Nach dem Ableben Hardmans im Jahr 1969 übernahm der National Trust das Management der Tiere. In einem Bericht von 1972 der damaligen Vorsitzenden der National Pony Society heißt es, in den letzten Jahren sei ein Connemara-Hengst in der insgesamt heterogenen Insel-Population zum Einsatz gekommen. Die Bestandsgröße gibt sie mit 18 Stuten, acht Fohlen und einem Hengst an. Die Widerristhöhe, welche sie zwischen 132 und 142 cm schwankend angab, liegt heute etwas geringer.
Drei Jahre später entschied man sich, eine New-Forest-Pony-Reinzucht auf der vorhandenen Stutengrundlage aufzubauen, um Typ und Falbfarbe zu erhalten. Zu diesem Zweck stellte die Inselverwaltung den falbfarbenen New-Forest-Pony-Hengst Greenwood Mistrel auf. Durch ihn konnte eine deutliche Konsolidierung und auch eine Verbesserung der Zucht erreicht werden. Im Jahr 1980 siedelte man die gesamte Inselpopulation nach Cornwall und North Denvon um.
Ein Zuchtverband wurde 1984 gegründet. Seitdem wurden einige Stuten und Fohlen wieder auf die Insel gebracht.
Derzeit existiert eine rund 20 Köpfe zählende Herde mit einem Hengst, welche halbwild auf dem Inselgebiet, insbesondere um Pondsbury, lebt und sich ihr Weideland mit Schafen teilt. Die Mittel für die tierärztliche Versorgung der Ponys werden durch Spenden erbracht.
Die Pferderasse ist offiziell anerkannt.